# Kent State - Cosa accadde e perché
Kent State - Come accadde e perché (Kent State) è un film per la TV di genere drammatico, di James Goldstone, del 1981, con Jane Fleiss, Charely Lang, Talia Balsam, Will Patton, Lenny von Dohlen.
Ricostruisce i fatti inerenti alla sparatoria del 4 maggio 1970 alla Kent State University, in Ohio, in cui la Guardia Nazionale dell'Ohio sparò sugli studenti che stavano manifestando, uccidendo quattro ragazzi tra i 19 e 20 anni e ferendone altri nove.